# Heinz Wolff (Biotechnologe)

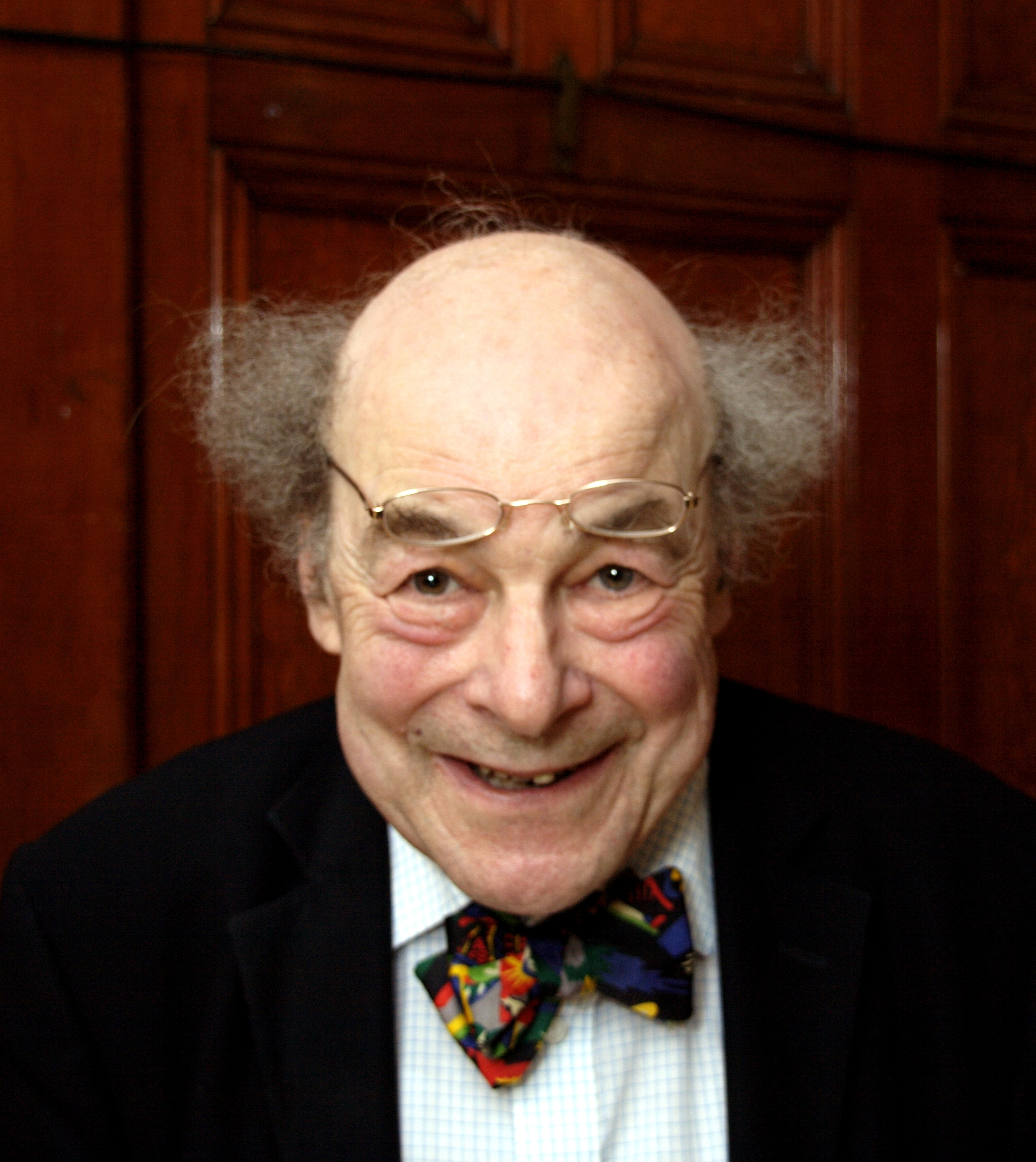
Heinz Wolff, 2010

Heinz Siegfried Wolff (geboren am 29. April 1928 in Berlin; gestorben am 15. Dezember 2017 in London) war ein britischer Biotechnologe und TV-Moderator.

## Leben
Heinz Wolff war ein Sohn des Verlegers Oswald Wolff (1897–1968), seine Mutter starb früh. Beide emigrierten am Tag des Kriegsbeginns 1939 nach Großbritannien. Er studierte Physiologie und Physik an der University College London. Er war für das Medical Research Council tätig und Berater der Europäischen Weltraumorganisation (ESA). Seit 1983 war er Professor für Bioengineering und Gründer des Brunel Institute for Bioengineering an der Brunel University London. Er beschäftigte sich unter anderem damit, wie Menschen in feindlichen Umgebungen überleben können.
Überregionale Bekanntheit erlangte er als Moderator (1977–1986) der populären BBC-TV-Serie The Great Egg Race.
Wolff war maßgeblich an der Produktion des PC-Spiels Gravity beteiligt, das nach ihm benannt wurde.

## Ehrungen und Auszeichnungen
- Ehrenmitglied der Europäischen Weltraumorganisation (ESA) (1975)
- Aufnahme in die Institution of Electrical Engineers (FIEE)
- Aufnahme in die Royal Society of Arts (FRSA)
- Ehrendoktorate der Open University, De Montfort University, Middlesex University und Oxford Brookes University